# 吉田伶香
吉田 伶香（よしだ りょうか、2002年4月5日 - ）は、日本の女優。山形県出身。BLUE LABEL所属。血液型O型、身長161cm。

## 来歴
小学5年生のときに「キラットエンタメチャレンジコンテスト2013」モデル部門準グランプリ受賞。
高校入学を機に山形県から上京し、「2020ミス・ティーン・ジャパン」でファイナリストに選出された。
その後、恋愛リアリティー番組『恋とオオカミには騙されない』（ABEMA）に出演し知名度を上昇させる。2022年の映画『オカムロさん』で初主演し、その後も女優として数々の映画、テレビドラマなどに出演。
2024年1月25日発売の『週刊ヤングジャンプ』にて初めて水着グラビアを披露した。尚、発売日が前後したものの、初のグラビア撮影としては3月4日に発売された『週刊プレイボーイ12・13合併号』の方が先に撮影を行なっていた。

## 人物
2024年に週刊プレイボーイでのグラビアデビューで人生初となるビキニを着用した。

## 出演

### テレビドラマ
- だから私はメイクする 第1話（2020年10月8日（7日深夜）、テレビ東京）
- 泣くな研修医 第6話（2021年5月28日、テレビ朝日） - 合コンの相手のひとり 役[5]
- ホメられたい僕の妄想ごはん 第1話（2021年7月11日、テレビ大阪）
- ザ・ハイスクール ヒーローズ 第2話（2021年8月7日、テレビ朝日） - 相沢美菜 役
- 恋せぬふたり 第6話（2022年2月28日、NHK総合） - キミ 役
- 持続可能な恋ですか?〜父と娘の結婚行進曲〜 第1話（2022年4月19日、TBS）
- カナカナ 第15話（2022年6月8日、NHK総合）
- NICE FLIGHT! 第3話（2022年8月5日、テレビ朝日） - CAを目指す就活生 役
- しょうもない僕らの恋愛論 第3話（2023年2月2日、読売テレビ・日本テレビ） - 亜衣子 役
- なれの果ての僕ら（2023年6月28日 - 9月13日、テレビ東京） - 月岡小紅 役[6]
- ハヤブサ消防団 第5話（2023年8月17日、テレビ朝日） - 『ループ〜きのうの明日』の出演女優 役
- 君には届かない。（2023年9月27日、TBS） - 千明 役
- 初恋ハラスメント〜私の恋がこんなに地獄なワケがない〜　(2024年3月31日、中京テレビ)   - 緑川夏希 役[7]
- 君とゆきて咲く〜新選組青春録〜 第7話 - 第9話（2024年6月6日 - 20日、テレビ朝日） - 遊女 役[8]
- 伝説の頭 翔（2024年7月19日 - 9月6日、テレビ朝日） - 外町小百合 役[9]
- モンスター 第7話（2024年11月25日、フジテレビ）- 『君が生まれたこの街で』のヒロイン・理央を演じる女優・東田明日香 役
- 恋愛革命（2025年1月12日 - 3月16日、朝日放送テレビ） - 小林美羽 役[10]
- アイシー〜瞬間記憶捜査・柊班〜 第6話（2025年2月25日、フジテレビ） - 平間葉子 役[11]
- トウキョウホリデイ（2025年4月4日 - 6月20日、テレビ東京） - 鈴木沙羅 役[12]
- 恋は闇 第7話（2025年5月28日、日本テレビ） - 夏目杏子 役[13]
- 恋愛禁止 第2話・第5話・第6話（2025年7月10日・31日・8月7日、読売テレビ・日本テレビ） - 監禁されている女性 役[14]

### ウェブドラマ
- 恋リアなんて嘘だらけ?（2022年12月28日、BUMP） - レイ 役[15][16]

### 映画
- オカムロさん（2022年10月14日公開） - 主演[17]
- 貞子DX（2022年10月28日公開） - 三浦祥子 役
- こわれること　いきること（2023年5月26日公開） - 主演[18]
- つゆのあとさき（2024年6月22日公開） - 楓 役[19][20]
- 悪鬼のウイルス（2025年1月24日公開、イオンエンターテイメント） - マイ 役[21]
- 翔んだタックル大旋風（公開日未定） - 秋子 役[22]

### テレビ番組
- お願い!ランキング「高校生ニュース」（2019年、テレビ朝日）
- あざとくて何が悪いの?「中高生あざティーンの実態」（2021年6月12日、テレビ朝日） - ミサキ 役
- めざましテレビ（2022年4月 - 2024年3月、フジテレビ） - イマドキガール

### ウェブ番組
- 恋とオオカミには騙されない（2021年、ABEMA）[23]
- 極楽とんぼのタイムリミット（2021年6月13日、ABEMA）

### 広告
- 河合塾「なるほど河合塾」WEB広告（2019年）
- 第7回BOVA応募作品 不二家「ペコポコドッグ」（2020年）
- ONE PIECE 連載1000話 突破記念ティザーPV（2021年）
- ad thie（2021年）
- 京都きもの友禅（2021年）
- 楽天学割 WebCM（2021年）
- 小林製薬「のどぬ〜るぬれマスク」TVCM （2021年）
- lululun10周年記念グラフィック（2022年）
- インターツアー WebCM（2022年）
- ContactEARTH QUICK WEBCM（2022年）
- マクドナルド「マックハワイだよ全員集合」（2022年）

### MV
- Saucy Dog「あぁ、もう。」（2021年）
- Ruriko「夜明けを知らない街」（2021年）
- 三月のパンタシア「君をもっと知りたくない」（2021年）
- 音田雅則「夜空」（2022年）
- 天月 「フタリノクニ」（2022年）

## 書籍

### デジタル写真集
- ま・さ・か・の（2024年1月25日、集英社）[24]
- そばにいるだけで（2024年3月4日、集英社）